# FC Blo-Wäiss Itzig (féminines)
Le FC Blo-Wäiss Itzig est un club de football féminin situé à Hesperange au Luxembourg. C'est la section féminine du FC Blo-Wäiss Itzig. Actuellement, elle joue sous le nom Entente Itzig-Cebra.

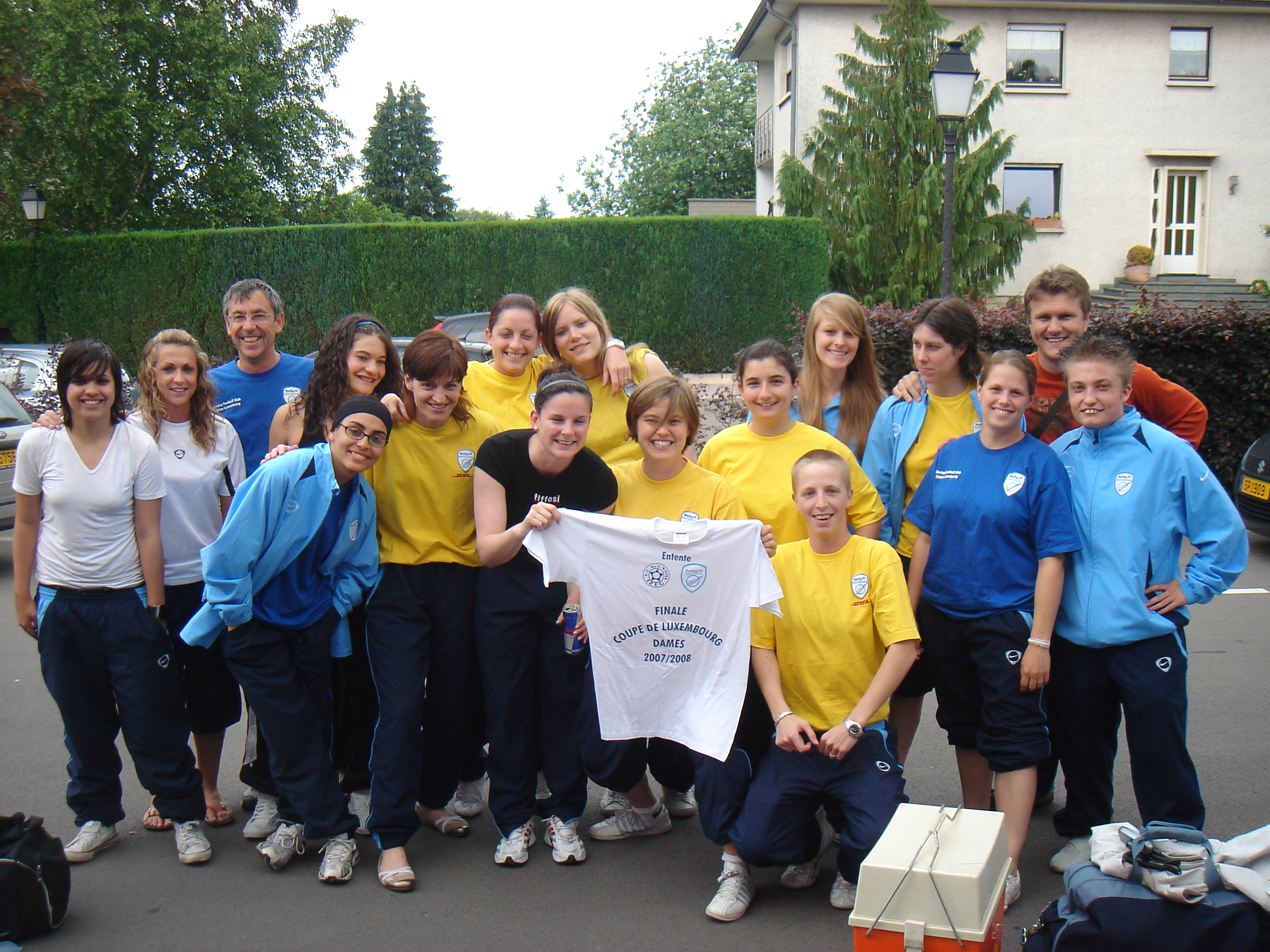
L'équipe finaliste de la coupe 2008
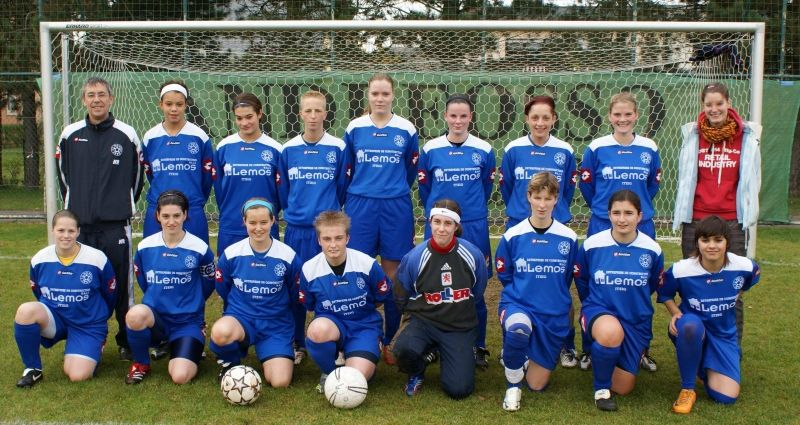
L'équipe-type 2009

## Palmarès
- Finaliste de la Coupe du Luxembourg : 2008